# Hercules Robinson
Sir Hercules Robinson, I barone Rosmead (GCMG, PC) (Rosmead, 19 dicembre 1824 – Londra, 28 ottobre 1897), è stato un funzionario britannico.
Irlandese, fu il 5º governatore di Hong Kong, il 14º governatori del Nuovo Galles del Sud, il primo governatore delle Figi e l'ottavo governatore della Nuova Zelanda.
Fu governatore della Colonia del Capo dal 1881 al 1889 e dal 1895 alla sua morte.